# Heteropogon manicatus
Heteropogon manicatus är en tvåvingeart som först beskrevs av Johann Wilhelm Meigen 1820.  Heteropogon manicatus ingår i släktet Heteropogon och familjen rovflugor. Inga underarter finns listade i Catalogue of Life.